# Asirios de Armenia
Asirios en Armenia (en siríaco: ܣܘܪ̈ܝܐ ܕܐܪܡܢܝܐ, en armenio: Ասորիները Հայաստանում, romanizado: Asorinery Hayastanum), o los asirios armenios, son asirios o personas de ascendencia asiria que viven en la República de Armenia. Genéticamente distintos de la población armenia,  asirios constituyen la tercera minoría étnica más grande del país, después de los yazidíes y los rusos .
Armenia alberga a 2755 asirios  a partir del año 2022, y Armenia alberga algunas de las últimas comunidades asirias supervivientes del Cáucaso . La mayoría de los asirios que viven en el país son originarios de Urmía. 

## Historia

### Historia antigua
La historia de las interrelaciones e interacciones asirio-armenias abarca muchos siglos, tanto en la era precristiana como en la poscristiana.  Según la leyenda, el patriarca armenio Hayk derrotó al malvado gobernante asirio Bel en una batalla épica para lograr la libertad de su pueblo. Llamó a este territorio Hayastan, nombre que los armenios siguen utilizando. Esta leyenda forma parte de la rica y legendaria historia de Armenia, donde los héroes armenios lucharon contra malvados invasores y conquistadores por su libertad. También está la historia del rey armenio Ara el Hermoso, quien rechazó la oferta de matrimonio de la reina asiria Semiramis y se convirtió en rey del mundo.  Semiramis, indignada por la negativa de Ara, declara una guerra contra Armenia y exige su captura con vida.
Antes de aceptar el cristianismo, armenios y asirios eran considerados enemigos acérrimos, y entraron en conflicto durante la Guerra Urartu-Asiria .  El conflicto resultó en una victoria asiria, y Urartu se convirtió en un estado cliente de la antigua Asiria . Ambos estados comparten aspectos de su cultura, como la escritura y el arte.  Los armenios también tuvieron una presencia destacada en Edesa y establecieron contactos con asirios en zonas donde la Iglesia Ortodoxa Siríaca tenía sedes episcopales, como Adana y Anazarbus .  Los armenios tradicionalmente llamaban a los asirios "Asori" (en armenio: ասորի, romanizado: Asori), y muchas figuras cristianas armenias eran de origen asirio. 

### Historia moderna
La población asiria actual en Armenia son en su mayoría descendientes de colonos que llegaron a principios del siglo XIX durante la guerra ruso-persa (1826-1828), cuando miles de refugiados huyeron de su tierra natal en las áreas alrededor de Urmia en Persia .     Al igual que con los asirios en Azerbaiyán, la emigración fue influenciada por el Imperio ruso después de los tratados de Gulistán y Turkmenchay, cuando anexaron territorios en poder de Qajar Irán .    Un total de 20 familias se establecieron en la ciudad ahora abandonada de Gelaysor, lo que marcó la primera instancia de emigración asiria al país, así como la emigración que creó una diáspora asiria .  Bajo la influencia rusa, los inmigrantes asirios adoptaron el cristianismo ortodoxo y rusificaron sus apellidos.   
A principios del siglo XX, se produjo una nueva ola de inmigración procedente de lo que hoy es el sureste de Turquía, concretamente de la región Hakkâri, debido al genocidio asirio .  Mientras muchos armenios huían de Anatolia hacia lo que hoy es Armenia, muchos asirios también los siguieron, considerándola el único "refugio cristiano" de la región (aunque muchos también huyeron a Georgia ). En esa época, había siete aldeas asirias en el país, y la población alcanzó los 2500 habitantes antes de la Primera Guerra Mundial . 
En la República Socialista Soviética de Armenia, los asirios fueron educados principalmente en escuelas de idioma ruso y su idioma fue latinizado .  A pesar de la introducción del idioma, las políticas de rusificación causaron el cierre de escuelas en la década de 1930.  Gelaysor había sido abandonado en la década de 1940 después de la represión estalinista y las deportaciones soviéticas,  y parte de la población se había reasentado en otras aldeas.  A partir de la década de 1970, la RSS de Armenia comenzó a reintroducir el idioma asirio en las escuelas de las aldeas y, después de la disolución de la Unión Soviética, comenzó a tener lugar un renacimiento lingüístico y cultural a medida que los asirios querían una mayor comprensión de sus raíces.   En medio de la Primera Guerra de Nagorno-Karabaj, los asirios en Azerbaiyán huirían a Rusia y Armenia, así como a la República de Artsaj . 
En vísperas de la ofensiva en Al-Hasakah Oriental y los ataques a las aldeas asirias en Siria en 2015, Gagik Yeganyan, del Servicio Estatal de Migración de Armenia, declaró que Armenia estaba dispuesta a aceptar a los refugiados asirios que huían del país. 
En 2020, en medio de la Segunda Guerra de Nagorno-Karabaj, muchos asirios de Armenia se ofrecieron como voluntarios para luchar o brindar asistencia a las Fuerzas Armadas de Armenia para la defensa de Artsaj contra Azerbaiyán .  Cinco soldados asirios habían muerto en noviembre de 2020, seis militares más resultaron heridos y dos desaparecieron en combate .  Anahit Khosroeva, una estudiosa del genocidio de ascendencia asiria de Armenia, estimó que más de 100 asirios luchaban por Armenia. AssyriaTV, una estación con sede en Europa, llegó a Armenia para informar sobre la guerra y hablar con las familias asirias que perdieron a sus hijos en ella.  Durante el bloqueo de Nagorno-Karabaj como parte del conflicto más amplio de Nagorno-Karabaj, la primera ministra Zemfira Mirzoyeva testificó cómo la comunidad asiria de Artsaj no había podido abandonar la región debido a las acciones del gobierno de Azerbaiyán. 
En 2022, el Patriarca Católico de la Iglesia Asiria del Este, Awa III, se reunió con Karekin II, de la Iglesia Apostólica Armenia, donde ambos destacaron las positivas relaciones entre asirios y armenios.  Awa III consagró la Iglesia de la comunidad asiria de Armenia durante su visita. En 2025, se celebró la Conferencia Mundial Asiria en Ereván,  donde el primer ministro armenio , Nikol Pashinyan, mencionó la importancia de los asirios para la sociedad armenia . 

## Discriminación
En 2004, los residentes asirios de Dimitrov denunciaron que habían sido discriminados debido a su origen no armenio, ya que no habían recibido ayuda local de las autoridades gubernamentales.  El gobierno armenio se apresuró a negar las acusaciones, y Hranush Kharatyan declaró que el descontento con el jefe de la aldea de Dimitrov era alto incluso entre los armenios étnicos por las mismas razones.
En 2021, los asirios en Armenia protestaron contra la decisión del gobierno armenio de que sus ciudades fueran gobernadas por un solo alcalde.  Nikademus Youkhanaev, sacerdote de la Iglesia Asiria del Este en Armenia, afirmó que la decisión causaría problemas con respecto a la erosión de la cultura y la identidad asirias en Armenia.
El Centro Azerbaiyano para el Análisis de las Relaciones Internacionales afirma que, entre 2015 y 2018, no se otorgaron subvenciones a la comunidad asiria a través del programa "Apoyo a las Minorías Nacionales", y que las escuelas asirias son inadecuadas para la enseñanza de la historia y el idioma; estos sentimientos también han sido compartidos por los líderes comunitarios.   En 2019, estalló una disputa por la propiedad de una iglesia en Dimitrov, y los intentos del jefe de la aldea por resolverla resultaron infructuosos.  Irana Gasparyan, líder de la comunidad asiria en Armenia, denuncia que los asirios enfrentan una discriminación invisible en la preservación de la cultura y la fuerza laboral armenia.  

## Cultura
Los asirios en Armenia hoy en día pertenecen principalmente a la Iglesia Asiria de Oriente, que recibió a su primer sacerdote de la ACOE en 2003, pero también pueden asistir a las iglesias ortodoxa rusa y apostólica armenia .  Se dedican principalmente a la jardinería, la agricultura   y la vinicultura. La comunidad asiria del país se ha adaptado en gran medida al entorno, apoyando las causas armenias e incluso contrayendo matrimonio con familias mixtas armenias.    En general, se mantienen relaciones positivas entre ambos grupos en el país y en las diásporas armenia y asiria. 
La comunidad asiria en Armenia recibe un mensaje anual de felicitaciones con motivo del Kha b-Nisan (Año Nuevo Asirio) el 1 de abril.     También se observan otros días festivos específicos de ACOE,  y también se expresan facetas generales de la cultura asiria como Khigga, la cocina y la música . 
En 2003, la comunidad fundó el "Centro Asirio BetNahrain", un club que promueve el estudio y la difusión de la lengua, la cultura, la historia y las tradiciones asirias al público en general.  En 2024, la Organización de Ayuda de la Iglesia Asiria del Este inauguró el centro comunitario " NINWEH " en Verin Dvin.  También existe una Asociación Asiria, 'Atour', en la capital armenia de Ereván .   La cultura asiria ha comenzado un proceso de resurgimiento en el país, con una mayor educación lingüística y cultural e iniciativas religiosas en las comunidades asirias del país.  El gobierno armenio ofrece financiación y apoyo a los asirios del país para programas relacionados con la lengua, incluidas horas de radio.  Sin embargo, según Razmik Khosroev, el gobierno armenio no está haciendo un trabajo suficiente en la asignación de programas de desarrollo cultural para los asirios ya que no existe una política suficiente para las minorías en el estado y persisten las preocupaciones sobre la armeniaización y la preservación cultural. 
En 2012, se promulgó en Ereván un monumento conmemorativo al genocidio asirio, que se inauguró en una ceremonia con representantes del gobierno armenio y asirios del país.  El monumento contiene inscripciones en armenio, neoarameo asirio y ruso, y se celebran ceremonias conmemorativas anualmente en el Día de los Mártires Asirios .  Tres años después, la Asamblea Nacional de Armenia reconoció oficialmente el genocidio asirio junto con el genocidio griego .  Cada año, el 24 de abril, la comunidad asiria conmemora el Día de Conmemoración del Genocidio Armenio en el complejo conmemorativo de Tsitsernakaberd .  

### Educación
Hay cuatro escuelas públicas que imparten instrucción en neoarameo asirio . Cada aldea habitada por asirios recibe instrucción íntegramente en el idioma, con clases adicionales sobre cultura e historia en las escuelas.  Suelen recibir clases en un entorno multilingüe y también hablan armenio y ruso. Muchos asirios en Armenia desean recibir educación en ruso después de aprender neoarameo asirio; en el censo de 2011, un mayor número declaró tener fluidez en ruso. 
- Verin Dvin (250 alumnos en 2008)
- Arzni (114 alumnos en 2008)
- Dimitrov (68 alumnos en 2008)
- Escuela secundaria Alexander Pushkin n.º 8 de Ereván (8 alumnos en 2008)

## Demografía
Había 6.000 asirios en Armenia antes de la disolución de la Unión Soviética, pero debido a las dificultades económicas de Armenia durante la década de 1990, la población se ha reducido a la mitad desde entonces, ya que muchos han emigrado a Rusia o Ucrania .  
De los 3.409 asirios que había en Armenia en 2001, 2885 (84,6%) vivían en asentamientos rurales, mientras que 524 (15,4%) vivían en zonas urbanas.  En el censo de 2022, 347 asirios vivían en ciudades, mientras que el resto vivía en aldeas.  Según la Carta Europea de las Lenguas Regionales o Minoritarias del Consejo de Europa, había cuatro asentamientos rurales en el país con una población asiria significativa:
1. Arzni
2. Verin Dvin[72] [73]
3. Dimitrov[74]
4. Nor Artagers[75]

## Galería

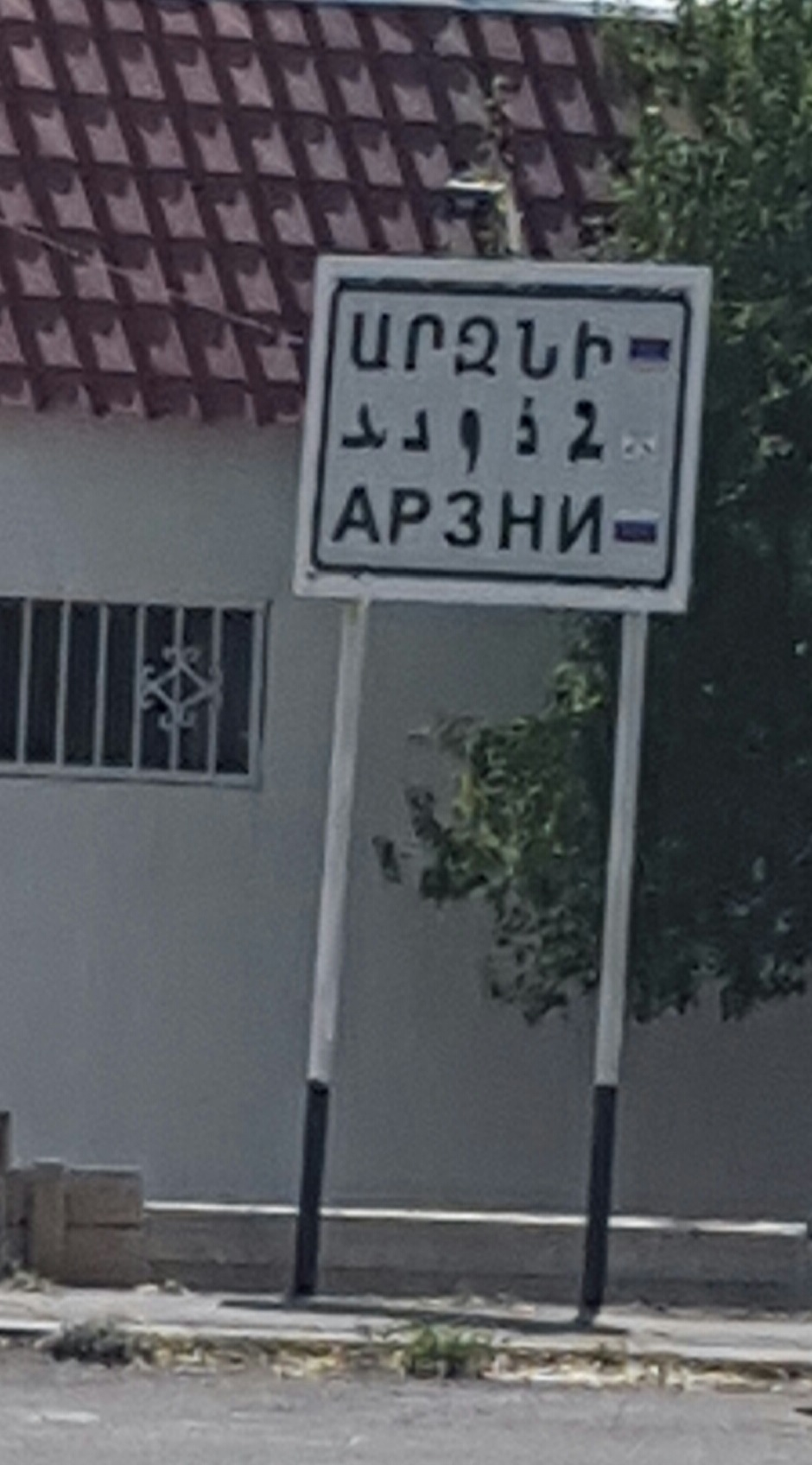
Un cartel multilingüe en Arzni
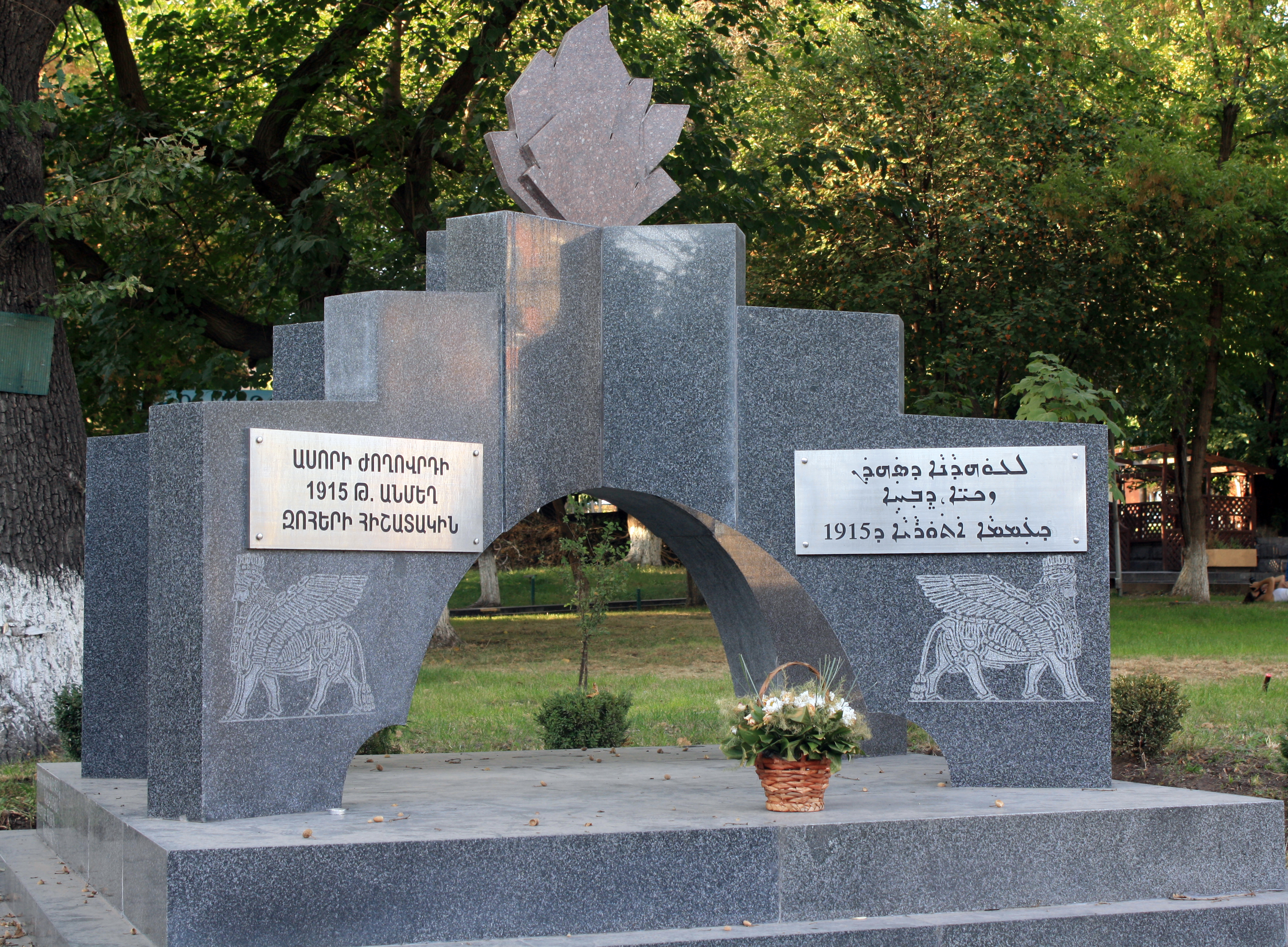
Memorial del genocidio asirio en Ereván
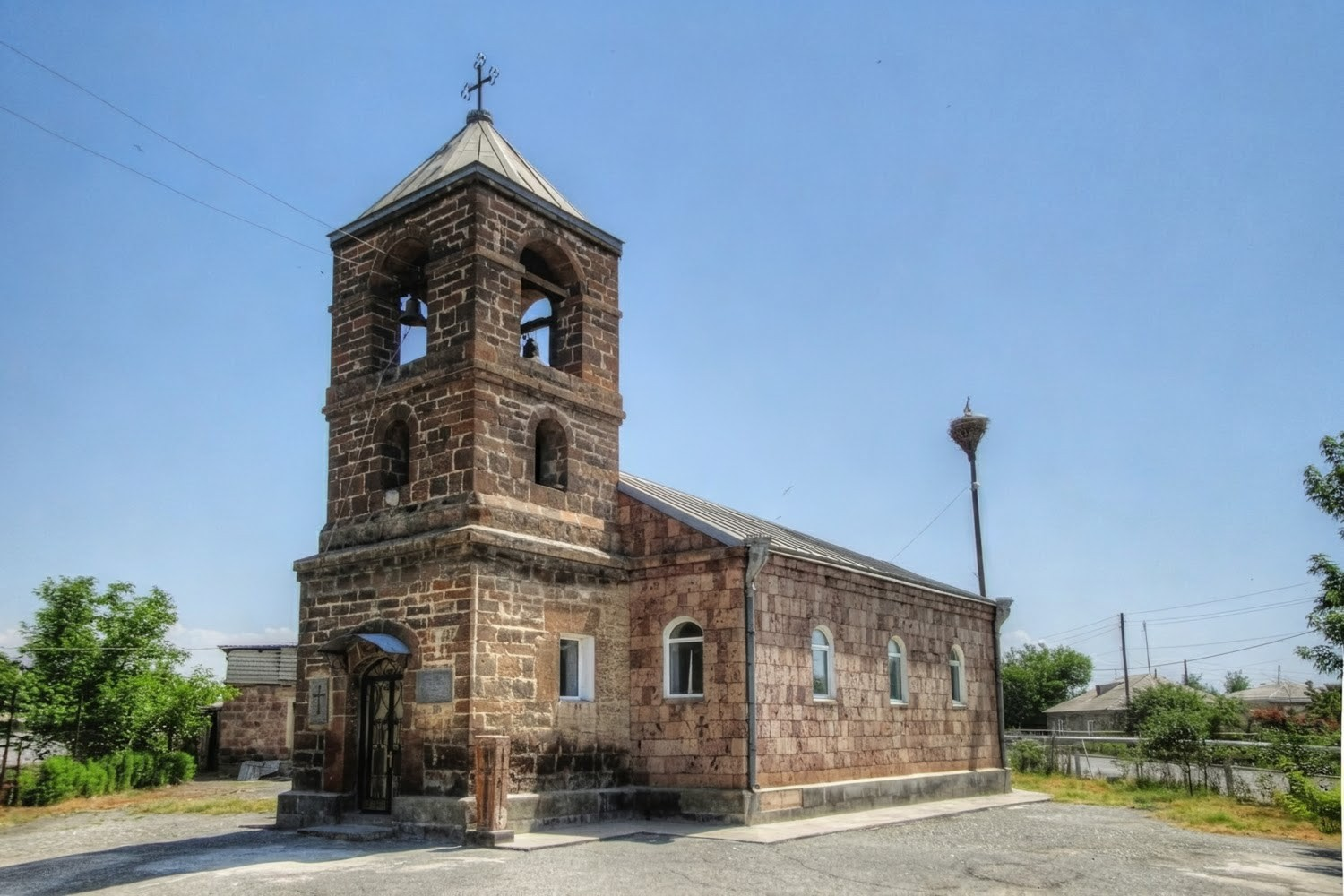
Iglesia asiria de San Cirilo en Dimitrov
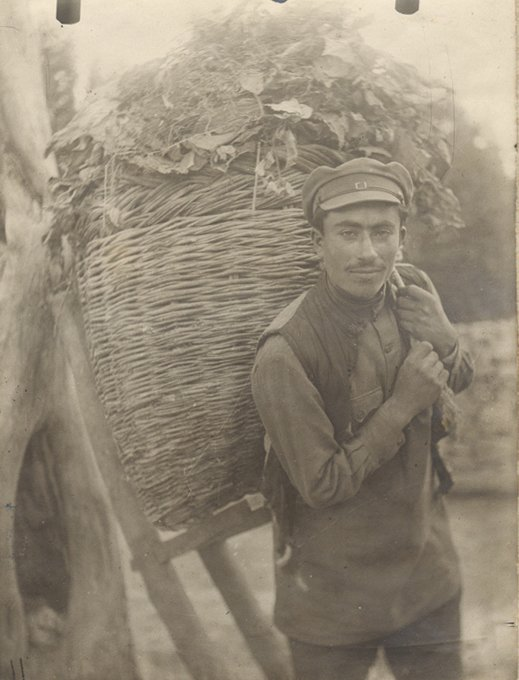
Fotografía de 1938 de un joven asirio en Arzni